# Baie Jurien

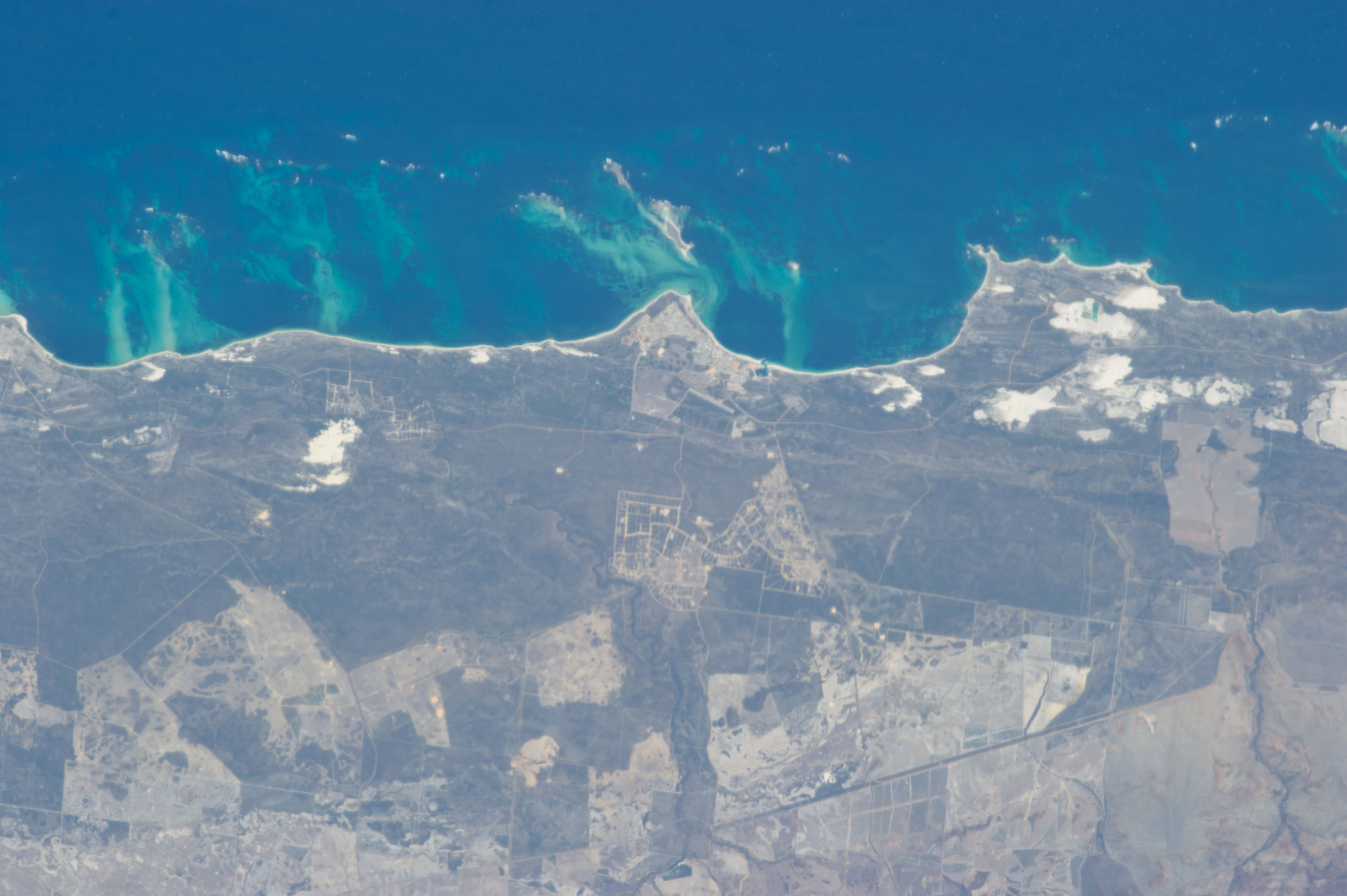
Au centre-droit de l'image, Jurien Bay et son aéroport, vus depuis la SSI (2013)

Baie Jurien, appelée de son nom local Jurien Bay, est un village côtier de la région de Wheatbelt en Australie occidentale, à 220 kilomètres (137 mi) au nord de Perth face à l'océan Indien.

## Histoire
Le littoral autour de la baie de Jurien est découvert par les Européens au XVIIe siècle.
En 1801-1803, une expédition sous le commandement de Nicolas Baudin longe la côte ouest de l'Australie.
Louis de Freycinet, cartographe de l'expédition, nomme la baie d'après Charles Marie Jurien (1763-1836) de l'administration navale française.
La région fut visitée par un certain nombre d'explorateurs anglais à partir de 1822. La baie fut ensuite étudiée plus en détails par le capitaine James Harding, le capitaine du port de Fremantle, en 1865, avec une étude plus approfondie effectuée par le commandant d'état-major WE Archdeacon RN en 1875.
La première colonie fut établie au milieu des années 1850 par Walter Padbury. Une jetée est alors construite (1885–87) en raison du succès du pastoralisme.
Au début des années 1900, un village de pêcheurs temporaire est construit autour de la jetée de Jurien et les eaux côtières sont utilisées pour la capture d'espèce dhufish, vivaneau et groper.
Les premières résidences permanentes n'ont été construites que dans les années 1950; cependant, les bâtiments n'étaient en réalité que des baraques au toit en tôle ondulée au lieu d'habitations correctement construites.
Au départ, la colonie eut du mal à se développer en raison d'un approvisionnement en eau médiocre et peu fiable et de l'isolement de la région.
Le lotissement urbain fut arpenté et publié sous le nom de Jurien Bay le 21 décembre 1956; il a été rebaptisé Jurien en 1959, mais fut rebaptisé de son nom d'origine en 1999.
Les écrevisses (également connues sous le nom local de Western Rock Lobster) sont abondantes dans la région, et le développement de la ville a rapidement été influencé par l'industrie de l'écrevisse.
De nouvelles jetées, des usines et une piste d'atterrissage ont été construites afin que les marchandises d'écrevisses puissent être transportées par avion vers le sud jusqu'à la capitale d'état, Perth.
L'écrevisse est à présent une industrie de plusieurs millions de dollars pour la région et des navires transportent régulièrement ces marchandises au Japon et aux États-Unis.
Le festival de «Bénédiction de la flotte» («Blessing of the fleet») est lancé au milieu des années 1990 pour commémorer le début de la saison de la pêche à l'écrevisse, en novembre chaque année.
À la suite de l'ouverture d'Indian Ocean Drive (la route côtière reliant Perth) en 2010, l'événement fut rebaptisé «Indian Ocean Festival».
Aujourd'hui, la ville connaît un boom immobilier, à mesure que sa population et sa popularité en tant que destination de vacances augmentent.
Les principaux employeurs de la ville sont la construction de logements et de bâtiments, le commerce de détail, le tourisme et la pêche à l'écrevisse.
Les résidents locaux affirment que la population de la ville fait plus que doubler pendant la période des fêtes. L'achèvement de l'Indian Ocean Drive a permis un accès plus rapide à la région métropolitaine de Perth ainsi qu'aux villes voisines de Leeman, Cervantes et Green Head.
La ville possède de nombreuses installations, dont un centre de ressources communautaires, un supermarché, un poste de police, une ressource familiale et une garderie, un skatepark et des installations sportives, une jetée récréative, des restaurants, un port pour petits bateaux et une marina, une piste d'atterrissage scellée et éclairée et un centre médical. Elle possède également un lycée de district et est visitée deux fois par semaine par un service de bus de Perth exploité par Integrity Coach Lines.
En 2016, le sentier Turquoise Way (sentier à usage partagé) a été prolongé vers le sud de la ville jusqu'à la rivière Hill afin de créer un parcours récréatif de cyclisme et de marche / course de 14,2 km.
Jurien Bay est le siège du gouvernement du comté de Dandaragan et la plus grande «communauté» de ce comté.

## Géographie

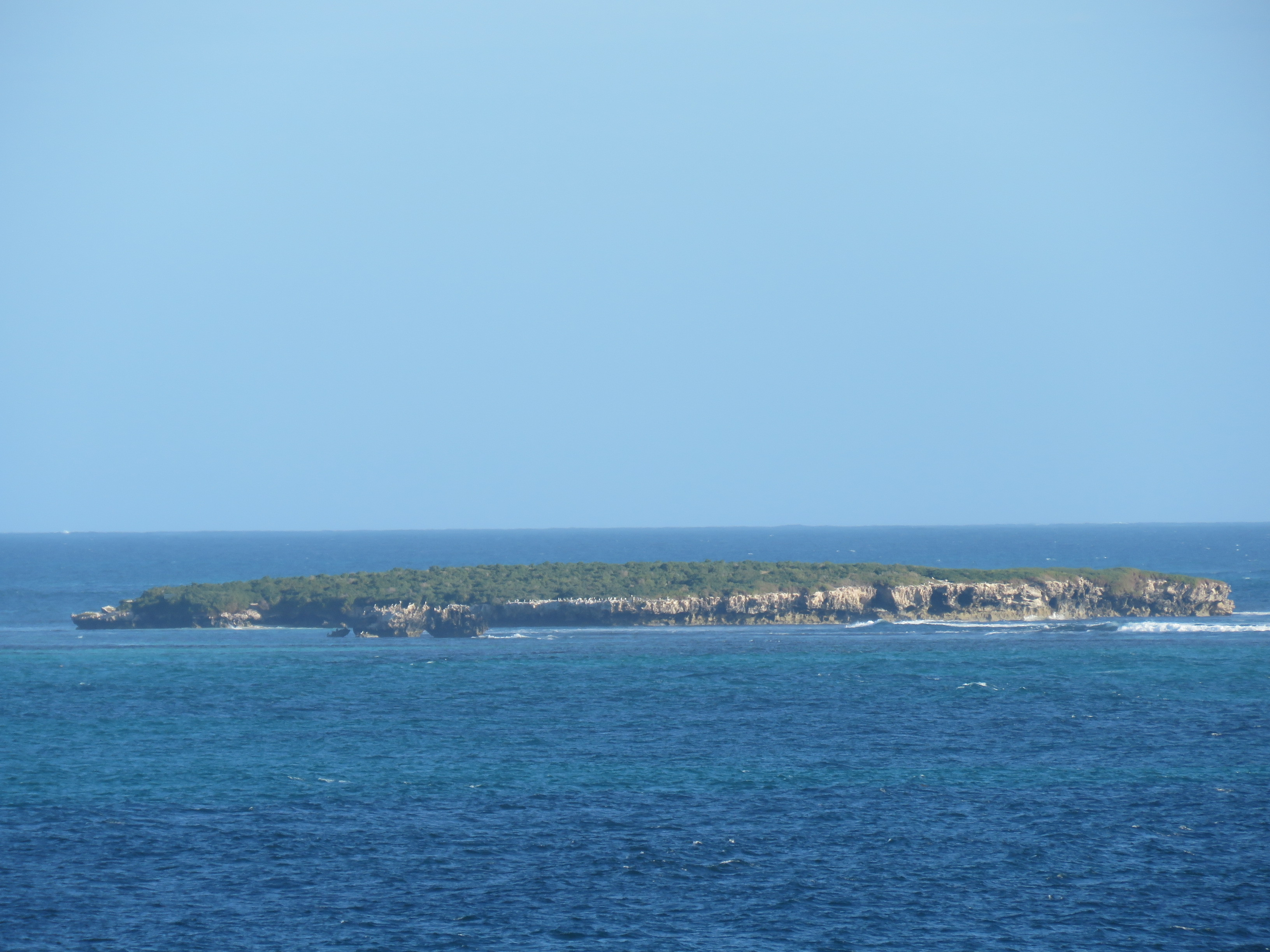
L'île Sandland Island fait partie de la réserve marine de Jurien Bay (2021)

Jurien Bay se trouve sur la route Indian Ocean Drive, une route côtière achevée en 2010; sur cette route Jurien Bay se trouve à 220km au nord de Perth et 195km au sud de Geraldton.
La ville est entourée de nombreux parcs nationaux et réserves. Juste à l'est de la baie de Jurien se trouve le point chaud de la biodiversité qu'est le parc national Lesueur. La ville est également mitoyenne du parc marin de Jurien Bay.
Jurien Bay possède un aéroport.

### Climat

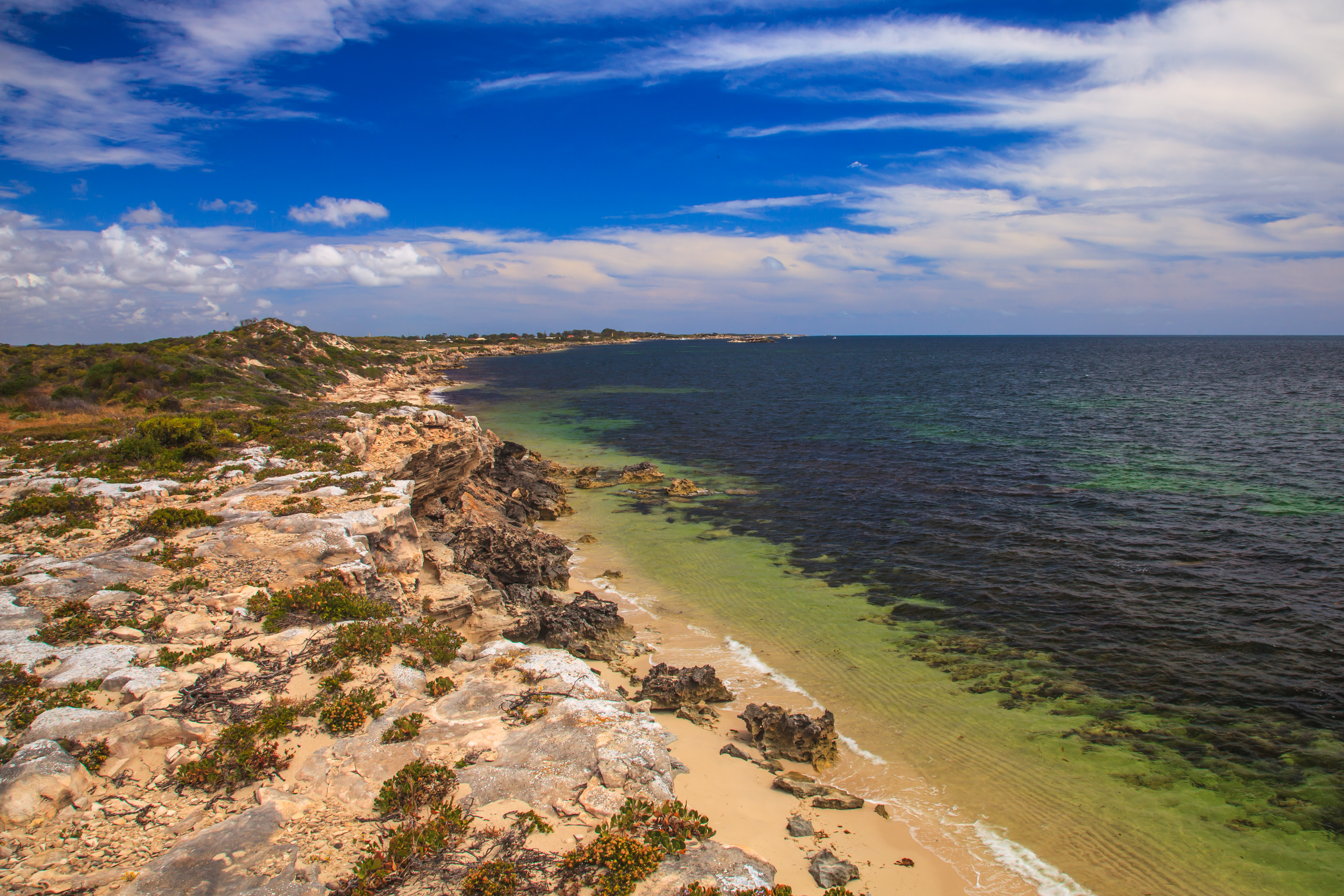
Un climat méditerranéen et une garrigue côtière dominent le paysage, sur ce littoral de l'océan indien (2009)

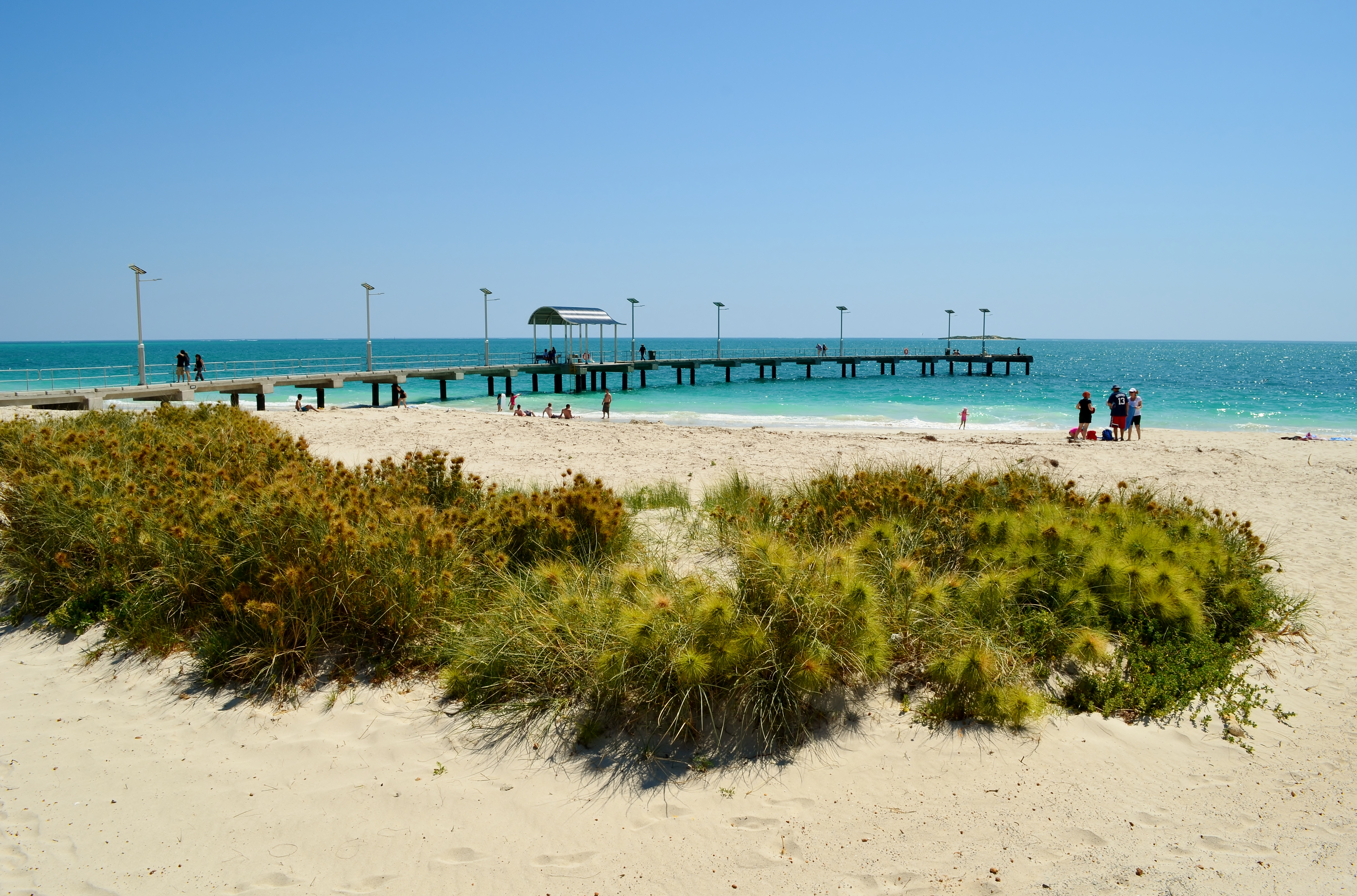
La jetée de Jurien Bay (2012)

La baie de Jurien connaît un climat méditerranéen chaud (classification climatique de Köppen Csa ).
| Mois | jan. | fév. | mars | avril | mai | juin | jui. | août | sep. | oct. | nov. | déc. |
| ---- | ---- | ---- | ---- | ----- | --- | ---- | ---- | ---- | ---- | ---- | ---- | ---- |

## Démographie
Lors du recensement de 2011, Jurien Bay avait une population de 1 507 qui représentait plus du tiers de la population totale du Comté de Dandaragan, ainsi qu'une augmentation de plus de 300 personnes par rapport au recensement de 2006 (1 175 habitants).
La ville est statistiquement rattachée à la région de Moore, qui comprend cinq zones de conseil local au nord de Perth avec une population de 14 038 habitants, et connaît une croissance constante au cours des années 2000-2010.
Les résidents de Jurien Bay avaient un âge médian de 42 ans – à mettre en rapport avec la moyenne régionale de Moore (40) et à la moyenne de l'État (37 ans).
21,29 % de la population avait moins de 16 ans au recensement, tandis que 26,92 % (au-dessus de la moyenne régionale de 20,52 % ou la moyenne de l'État de 16,64 %) avaient plus de 60 ans.
Le revenu individuel médian dans la région était de 453 $ par semaine en 2007, tandis que 1,49 % de la population avait des revenus supérieurs à 1 000 $ par semaine.
Le principal secteur industriel de Jurien Bay est la construction (environ 13 %), suivi de l'hôtellerie (12,20 %), du commerce de détail (11,33 %), de la fabrication (8,06 %), de l'éducation (7,19 %) et de l'agriculture (5,66 %) - ce qui représente des baisses importantes dans le commerce de détail et l'agriculture depuis le recensement de 2001.
3,92 % de ses habitants sont employés par l'industrie minière.
Ce profil diffère considérablement à la fois de Dandaragan et de la région, où par ailleurs environ 28% sont impliqués dans l'agriculture.
La quasi-totalité des 514 logements occupés de Jurien Bay sont des maisons séparées, même si un petit nombre de maisons et d'unités sont situées dans la partie nord de la ville.
Le parc à caravanes de Jurien accueillait 59 résidents dans 38 logements. En collaboration avec le Comté de Dandaragan en général mais en contradiction avec la région, un nombre élevé - autour de 400 - des habitations de Jurien Bay restent inoccupées.
Le prix moyen des maisons à Jurien Bay au cours des 12 mois précédant janvier 2008 était de 476 250 $, ce qui est nettement supérieur à la moyenne régionale.
La population de Jurien Bay est majoritairement née en Australie, 77,7% de ses habitants étant nés en Australie lors du recensement de 2001.
Le deuxième lieu de naissance le plus répandu est le Royaume-Uni avec 5,79 %.
3,33% de la population de Jurien a déclaré un ou les deux parents de naissance italienne.
Les affiliations religieuses les plus populaires par ordre décroissant lors du recensement de 2001 sont: anglicane, sans religion, catholique romaine, église unifiée et presbytérienne. Les Filles de la Charité ont un ministère paroissial basé à Jurien Bay.

## Politique
Les statistiques des bureaux de vote sont présentées ci-dessous, avec les votes de Jurien Bay aux élections fédérales et étatiques comme indiqué.
| Modèle:Australian Politics Suburb | Modèle:Australian Politics Suburb | Modèle:Australian Politics Suburb | Modèle:Australian Politics Suburb |
| Modèle:Australian Politics Suburb | Modèle:Australian Politics Suburb | Modèle:Australian Politics Suburb | Modèle:Australian Politics Suburb |

## Économie
Depuis les années 2000, le village émerge comme une destination touristique familiale sur la côte ouest australienne. Située à une distance accessible en 2h30 de route de la capitale d'état et à 30min de Cervantes, elle se trouve aussi sur la «côte de corail» de l'ouest (à ne pas confondre avec la Grande barrière de corail).
Les parcs nationaux et autres réserves naturelles, situés à quelques kilomètres de Jurien, attirent également un tourisme vert en développement; citons par exemple: 
- le Parc national de Drovers Cave
- le Parc national Lesueur
- le Parc national de Nambung

Le village dispose par ailleurs d'un centre de soins médicaux, de deux petits centres commerciaux, d'une école et d'un collège, d'un office de tourisme, d'un poste de police et d'une aire de camping.

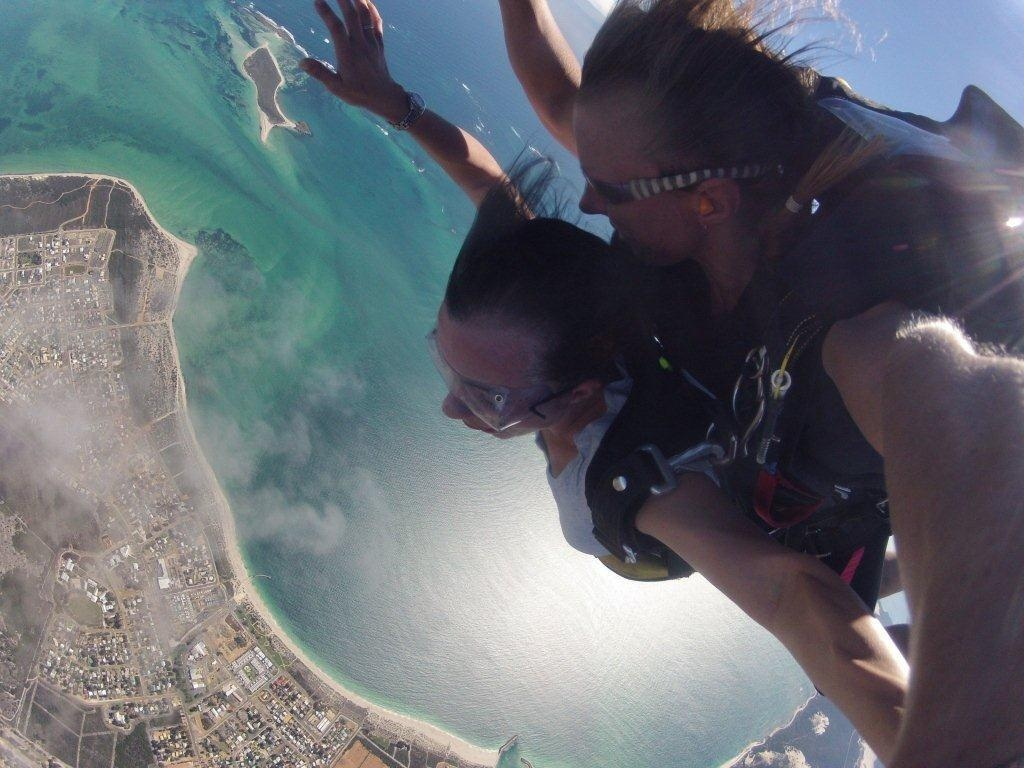
Le saut en parachute est un sport répandu à Jurien et permet d'observer la baie avec un point de vue privilégié (2012);
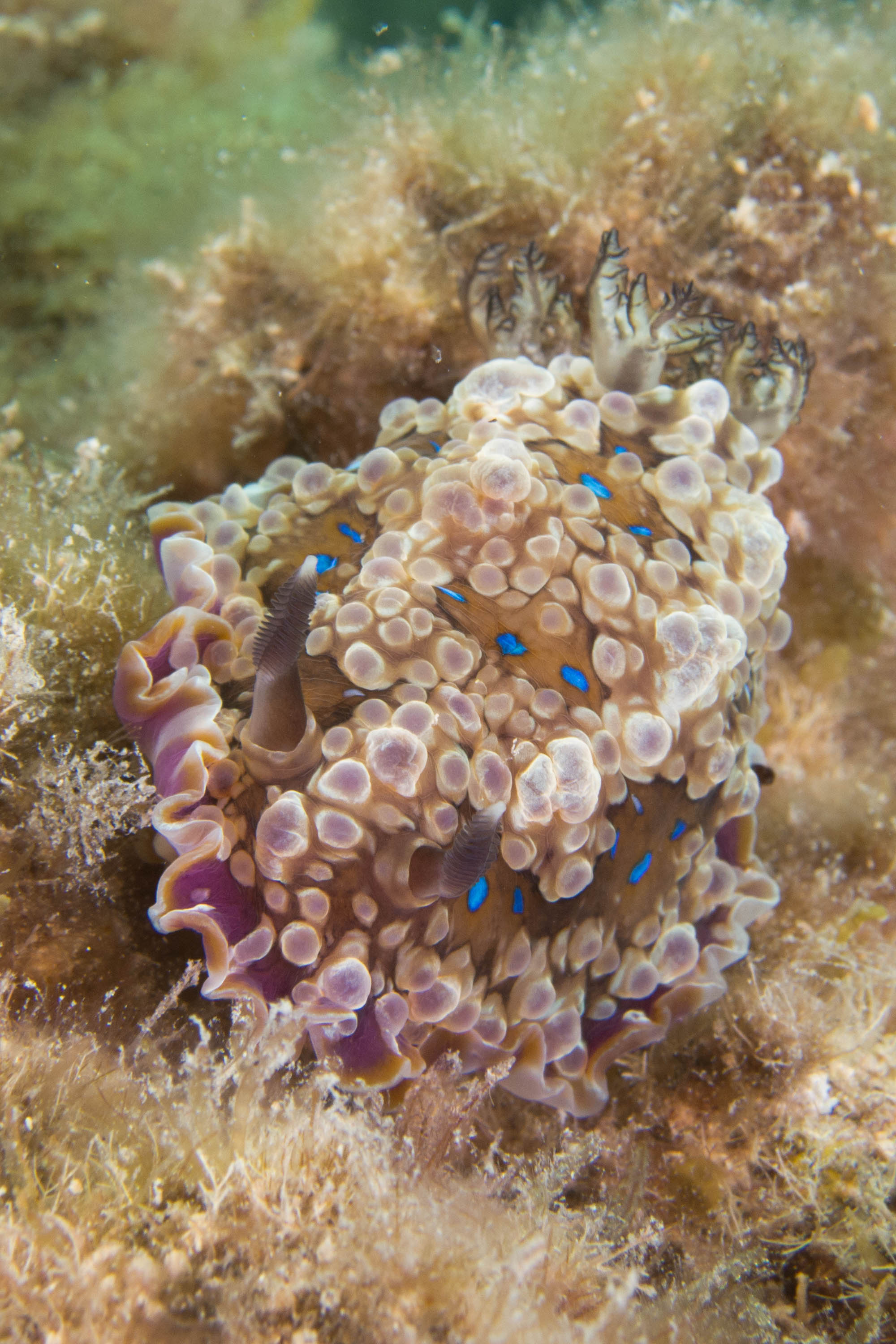
La faune et la flore sous-marines sont exceptionnelles (ici un mollusque Dendrodoris dans la baie, 2015); la plongée y est également pratiquée;
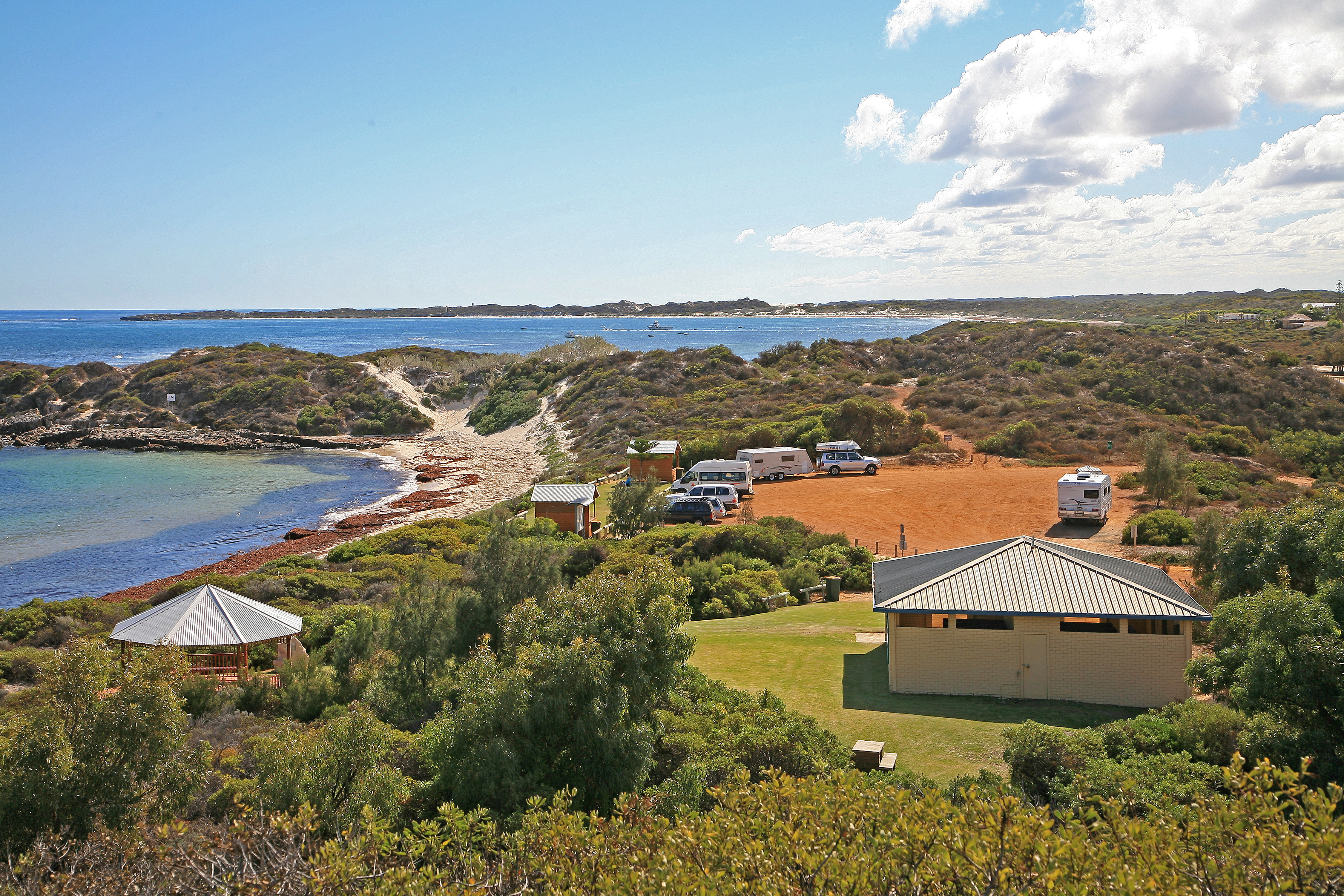
Site de camping autour de Jurien (2007);

## Corps de cadets
Le lycée du district de Jurien Bay est la base du corps de cadets des services d'urgence géré par le département des services d'incendie et d'urgence d'Australie-Occidentale et des cadets.